# Chicago (album)
Chicago (anche noto come Chicago II) è il secondo album discografico in studio del gruppo musicale statunitense Chicago, pubblicato nel 1970.

## Tracce
Side 1
1. Movin' In – 4:06
2. The Road – 3:10
3. Poem for the People – 5:31
4. In the Country – 6:34

Side 2
1. Wake Up Sunshine – 2:29
2. Ballet for a Girl in Buchannon – 12:55

Side 3
1. Fancy Colours – 5:10
2. 25 or 6 to 4 – 4:50
3. Memories of Love – 9:12

Side 4
1. It Better End Soon – 10:24

1. Where Do We Go from Here – 2:53

## Formazione
- Peter Cetera - basso, voce
- Terry Kath - chitarre, voce
- Robert Lamm - tastiere
- Lee Loughnane - tromba
- James Pankow - trombone
- Walter Parazaider - legni
- Danny Seraphine - batteria, percussioni